# Rose dragée

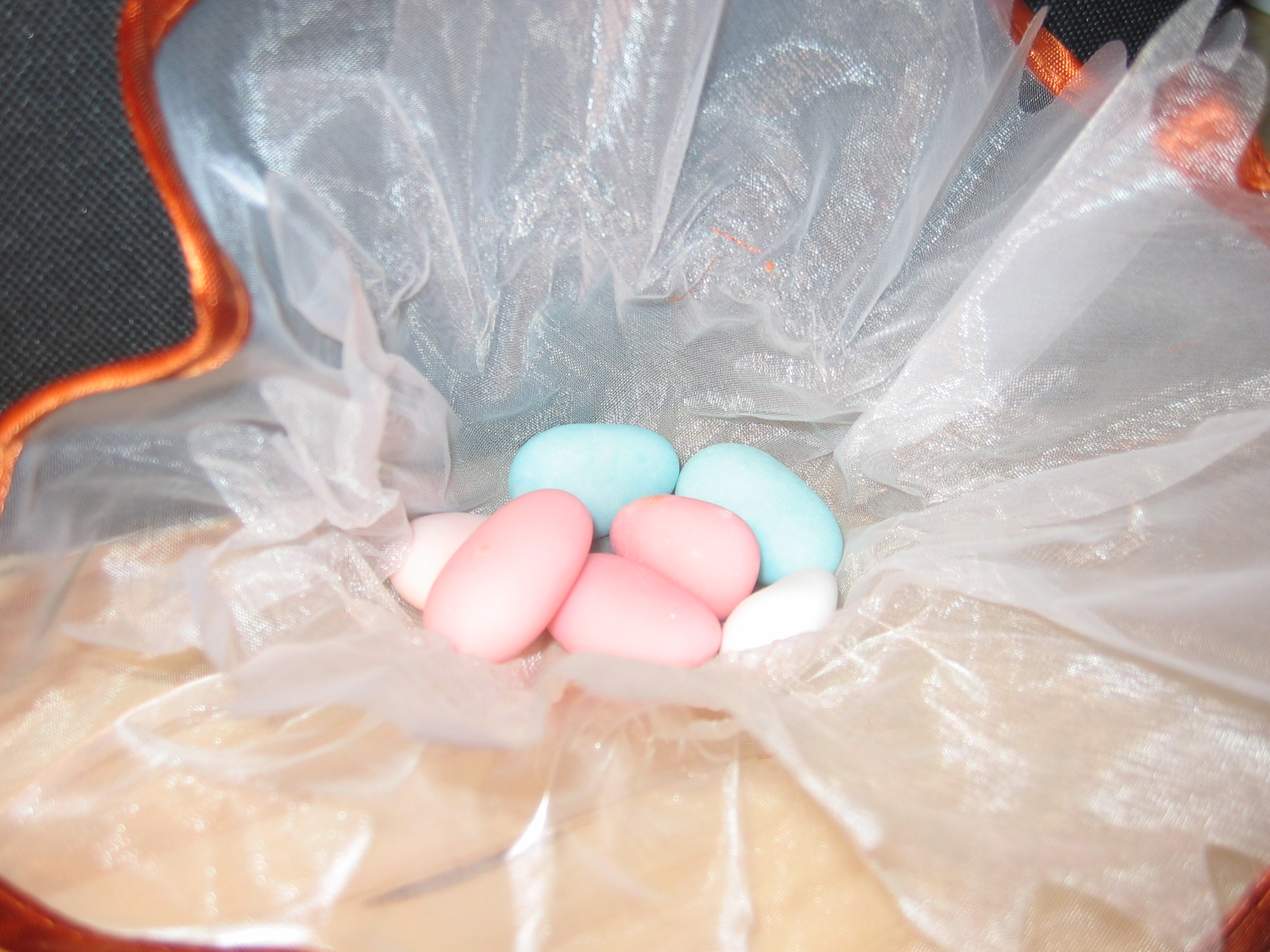
Dragées roses, bleues et blanches.

Rose dragée est un nom de couleur en usage dans la mode et la décoration pour désigner un rose pâle, d'après une couleur de dragée, une sucrerie composée d'une amande enrobé d'une couche de sucre coloré artificiellement, d'usage traditionnel en France dans des cérémonies familiales comme le mariage et le baptême.
Dans les nuanciers actuels, on trouve, en peinture pour la décoration, rose dragée ; en fil à broder, 963 rose dragée, rose dragée.
En 1993, l'Académie d'Agriculture publie une étude colorimétrique de la couleur des pétales de rose. Une variété, dite Eterna, présente des pétales décrits comme rose dragée, avec la couleur CIE L*a*b* L* = 85, a* = 17, b* = 9.

## Histoire
Le rose dragée, invention de la mode, date du début du XXe siècle : « Le corsage, quoique légèrement blousé, forme une façon d'habit en taffetas rose dragée. Le connaissez-vous le rose dragée? Il est tendre, timide, etc. ».